# Upsilon Aquarii
Upsilon Aquarii (59 Aquarii) é uma estrela na direção da constelação de Aquarius. Possui uma ascensão reta de 22h 34m 41.50s e uma declinação de −20° 42′ 28.3″. Sua magnitude aparente é igual a 5.21. Considerando sua distância de 74 anos-luz em relação à Terra, sua magnitude absoluta é igual a 3.43. Pertence à classe espectral F7V.